# 孔魯明
孔 魯明（朝鮮語: 공로명、コン・ノミョン、1932年2月25日 - ）は、大韓民国（韓国）の外交官である。本貫は曲阜孔氏。
朝鮮の咸鏡北道明川郡出身。1950年から1958年までは大韓民国陸軍に服務。1952年に大韓民国陸軍歩兵学校卒業。1958年に外務部入り。1961年にソウル大学校卒業。駐日本国大韓民国大使館二等書記官、アジア局長、初代駐ソビエト連邦大使、外交安保研究院（現国立外交院）長などを歴任。1992年には南北共同核統制委員会の韓国側委員長。1993年4月から1994年12月までは駐日大韓民国大使。1994年12月24日から1996年11月7日までは外務部長官。2002年には2010年冬季オリンピック誘致委員会委員長。
2019年現在は東アジア財団理事長を務める。同年1月には、中央日報のインタビューに応じて、日韓関係の在り方についてコメントをしたことがある。同年3月、「より良い未来のための潘基文財団」財団発起人大会に出席する。